# Auguste Lechner
Auguste Lechner (* 2. Januar 1905 in Innsbruck; † 25. Februar 2000 ebenda) war eine österreichische Schriftstellerin, die durch ihre Jugendbücher bekannt wurde.

## Leben
Auguste geb. Neuner wurde als zweites von vier Kindern in Innsbruck geboren. Sie legte 1922 in Innsbruck ihre Reifeprüfung ab. Anschließend studierte sie Sprachen an der Universität Innsbruck. 1927 heiratete sie den Germanisten Hermann Lechner, Verlagsdirektor im Tyrolia Verlag; 1930 gebar sie einen Sohn. In den 1930er Jahren veröffentlichte sie in Zeitschriften Volkserzählungen. 1936 erschien ihr erstes Werk im Druck: In Laurins Zauberreich. Die alte Sage nach der Spielmannsmäre des Mittelalters erzählt. Es erschien in der Reihe Die Jungadlerhefte des Tyrolia Verlags, die von der Arbeitsgemeinschaft Jung-Österreich herausgegeben wurde.
Sie lebte von 1930 bis 1969 in Mutters bei Innsbruck und danach in Innsbruck. Nach dem Zweiten Weltkrieg begann sie mit dem Verfassen von Jugendliteratur, wobei sie vor allem Sagen und Mythen der Antike und des Mittelalters für ein jüngeres Publikum aufbereitete. Dabei reichte ihr Œuvre von Adaptionen der griechischen Stoffe um Herkules, der Ilias, der Odyssee und der Sage vom Goldenen Vlies über die römische Aeneis bis zu den Sagen um König Artus, Roland, die Nibelungen, Dietrich von Bern und Parzival. Lechner hat ihre Werke oft gekürzt und umgedeutet, um sie dem Verständnis und der Fassungskraft von Kindern anzupassen.
Mit einer geschätzten Gesamtauflage von über einer Million Exemplaren zählt sie zu den erfolgreichen deutschsprachigen Autoren. Ihre Werke wurden ins Holländische, Bulgarische und Koreanische übersetzt. Die Illustrationen ihrer Bücher stammen unter anderem von Hans Vonmetz, Maria Rehm, Josef Widmoser und Alfred Kunzenmann.
Sie starb am 25. Februar 2000 in Innsbruck und wurde auf dem Friedhof der Wiltener Basilika im Familiengrab beigesetzt.

## Rezeption
Die zeitgenössische Kritik lobte Lechners ausgewogene Paarung von „Unterhaltung und Wissen“, ihre „gewählte Sprache“, das Einfühlungsvermögen in die historischen Stoffe und eine spannende Erzählweise. Zum Erscheinen von Die Abenteuer des Odysseus schrieb die Zeitschrift Erziehung und Unterricht: „So wie die bisherigen Werke Auguste Lechners ist auch das vorliegende wieder ein besonders wertvoller Beitrag der Schriftstellerin zur guten Literatur unserer Zeit.“
Die jüngere Forschung steht ihrem Werk kritisch gegenüber. Im Lexikon Literatur in Tirol heißt es: „Das Erzählen selbst, die Perspektive, aus der erzählt und das Erzählte bewertet wird, wird (...) nie thematisiert; die Wertvorstellungen, die Verhaltensmuster, die in diesen Geschichten vermittelt werden, werden damit verfestigt, als wären sie unverrückbar bis ans Ende der Welt.“ Ihre „vereinfachende Schwarzweißmalerei“ stelle blonde, helle, starke und schöne Menschen als gut dar, während die dunklen schlecht und böse seien. Geschichte werde durch ihre Bücher nur eingeschränkt vermittelt: „Ort und Zeit des Geschehens bleiben im Dunkeln ebenso wie häufig verwendete Begriffe aus der höfischen Welt (Minne, Sitte, Ehre), die in ihrer historischen Bedeutung kaum erklärt werden.“ Anders als in der Vorlage Wolframs von Eschenbach verunglimpfe Lechner in ihrem Jugendroman Parzival die Gestalt der Königin Belakane und transportiere „religiöse und rassistische Ressentiments ins Kinder- oder Klassenzimmer“.
Lechners Nacherzählung des Nibelungenliedes wurde für die Darstellung der Hunnen kritisiert, die „als ein minderwertiges Volk, ja als eine minderwertige Rasse dargestellt [werden].“
Über ihren Jugendroman Alexander der Große urteilte die Geschichtsdidaktikerin Monika Rox-Helmer: „Die Darstellung erinnert zeitweise an eine Heldensage. ... Das Hauptinteresse der Autorin liegt dabei auf Alexanders Charakter. ... Dabei wird er oft zum großen Menschenfreund stilisiert. Die Zeit und die Zeitumstände bleiben leider eher blind.“

## Auszeichnungen und Ehrungen
- 1956 Österreichischer Staatspreis für Kinder- und Jugendliteratur
- 1978 Nennung in der Ehrenliste zum VII. „Premio Europeo di Letteratura Giovanile, Provincia di Trento“
- 1983 Verdienstkreuz des Landes Tirol
- 1985 Verleihung des Berufstitels Professor
- 2005 Aufnahme in die Zehn besonderen Bücher zum Andersentag für Die Nibelungen

## Werke
- In Laurins Zauberreich. Die alte Sage nach der Spielmannsmäre des Mittelalters erzählt, 1936
- Die Nibelungen. Für unsere Zeit erzählt, 1951
- Herr Dietrich reitet. Die Abenteuer Dietrichs von Bern, 1953
- Das Königsgrab im gelben Felsen. Die Abenteuer Wolfdietrichs, 1954
- Der dunkle Bote aus Montabur. Die Abenteuer Ortnits, 1954
- Dolomitensagen, 1955
- Das Licht auf Monsalvat. Die Abenteuer Parzivals, 1956
- Nur noch hundert Kilometer. Die Abenteuer eines Sommers, 1957
- Die Brüder aus der Höhle und das Mädchen Idis. Abenteuer aus der Urzeit, 1959
- Die Abenteuer des Odysseus, 1961
- Die geraubte Königstochter. Die Geschichte vom wilden Hagen, der schönen Hilde und Gudrun, 1963
- Dolomitensagen. Neue Folge, 1964
- Jenseits des goldenen Nebels. Herzog Ernsts seltsame Abenteuer im Morgenland, 1965
- Der Sohn der Göttin. Die Abenteuer des Aeneas, 1967
- Der Reiter auf dem schwarzen Hengst. Die Geschichte von den Heymonssöhnen, dem Zauberer Malagis und dem Hengst Bayard, 1969
- Don Quijotes Abenteuer, 1970
- Die Rolandssage, 1972
- Ilias. Trojas Untergang, 1973
- Die schönsten Fabeln von La Fontaine, 1976
- Parzival, 1977
- Herkules. Seine Abenteuer für die Jugend erzählt, 1977
- Die Sage vom Goldenen Vlies. Jason und Medea und die Abenteuer der Argonauten, 1980
- König Artus. Die Geschichte von König Artus, seinem geheimnisvollen Ratgeber Merlin und den Rittern der Tafelrunde, 1985
- Iwein. Die Geschichte vom Ritter Iwein und der Königin Laudine, von Frau Lunete und dem Löwen, 1988
- Alexander Der Große. Er zog aus, die Welt zu erobern, 1995